# Begonia bangii
Espèce
Begonia bangii est une espèce de plantes de la famille des Begoniaceae.
L'espèce fait partie de la section Ruizopavonia.
Elle a été décrite en 1898 par Otto Kuntze (1843-1907).

## Répartition géographique
Cette espèce est originaire de Bolivie.